# Eusébio de Alexandria
Eusébio de Alexandria é um autor a quem se atribui a autoria de algumas homilias que sobreviveram da antiguidade. Ele não deve ser confundido com Eusébio de Cesareia, seu homônimo mais famoso.

## Homilias
Estas homilias tiveram alguma fama na Igreja Ortodoxa durante os séculos VI e VII d.C. Não se sabe quem é o autor e sabe-se que ele não era um Patriarca de Alexandria, como foi afirmado numa biografia antiga (P. G. lxxxvi. 1, pp. 297–310), escrita por um tal Ioannes, um escriturário, que afirmou que Eusébio fora chamado por Cirilo para ser seu sucessor na sé de Alexandria. Os discursos foram criados, provavelmente, nos séculos V ou VI e, possivelmente se originaram em Alexandria mesmo. Eles tratam da vida do Senhor e com questões da vida e a prática eclesiástica, que ali são resolvidas de uma forma monástica e asceta. Seu caráter literário não é muito claro. Enquanto que a maioria deles está adaptada para o discurso público, não são poucas que tem uma característica de pronunciamentos eclesiásticos. Elas foram publicadas na Patrologia Graeca (lxxxvi. 1, pp. 287–482, 509-536), de Migne, com exceção de quatro, que entraram entre as obras de Crisóstomo. 